# Lied

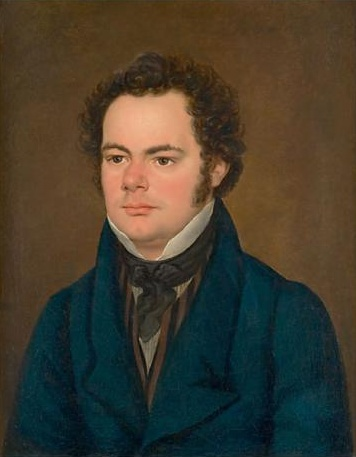
Retrato de Franz Schubert realizado por Franz Eybl (1827).

El Lied (pronunciación en alemán: /li:t/; el plural en alemán es Lieder) es un término utilizado en la historia de la música clásica para hacer referencia a una canción lírica breve cuya letra es un poema al que se ha puesto música y escrita para voz solista y acompañamiento, generalmente de piano. Esta forma se caracteriza por la brevedad, la renuncia al virtuosismo belcantístico, la estrecha relación con el poema y la fuerte influencia de la canción popular alemana o Volkslied. Se trata de una forma musical típica de los países germánicos y propia del romanticismo.
Este tipo de composición surgió en el clasicismo, floreció durante el Romanticismo y evolucionó durante el siglo XX. Compositores como Schubert, Schumann, Brahms, Wolf, Mahler y Richard Strauss han compuesto Lieder basados en poemas de Goethe, Schiller, Brentano, Arnim, Rückert y Heine, entre otros. Alcanzó un alto grado de desarrollo con el compositor austriaco Franz Schubert en 1814, aunque tuvo sus antecedentes en Haydn, Mozart y Beethoven.
En la música clásica occidental se aplica el término alemán porque los inicios y los primeros Lieder fueron obras de compositores alemanes. En Alemania se aplica el término Kunstlied o "canción arte" para distinguir el género de la canción popular o Volkslied.
El desarrollo de la forma iba mano a mano con el redescubrimiento de la cultura popular alemana como fuente de producción artística, como han sido las Grimms Märchen o colecciones de cuentos de los hermanos Grimm (1812) y la colección de poemas Des Knaben Wunderhorn (1805-1808) de Clemens Brentano y Achim von Arnim.

## Historia

### Edad Media

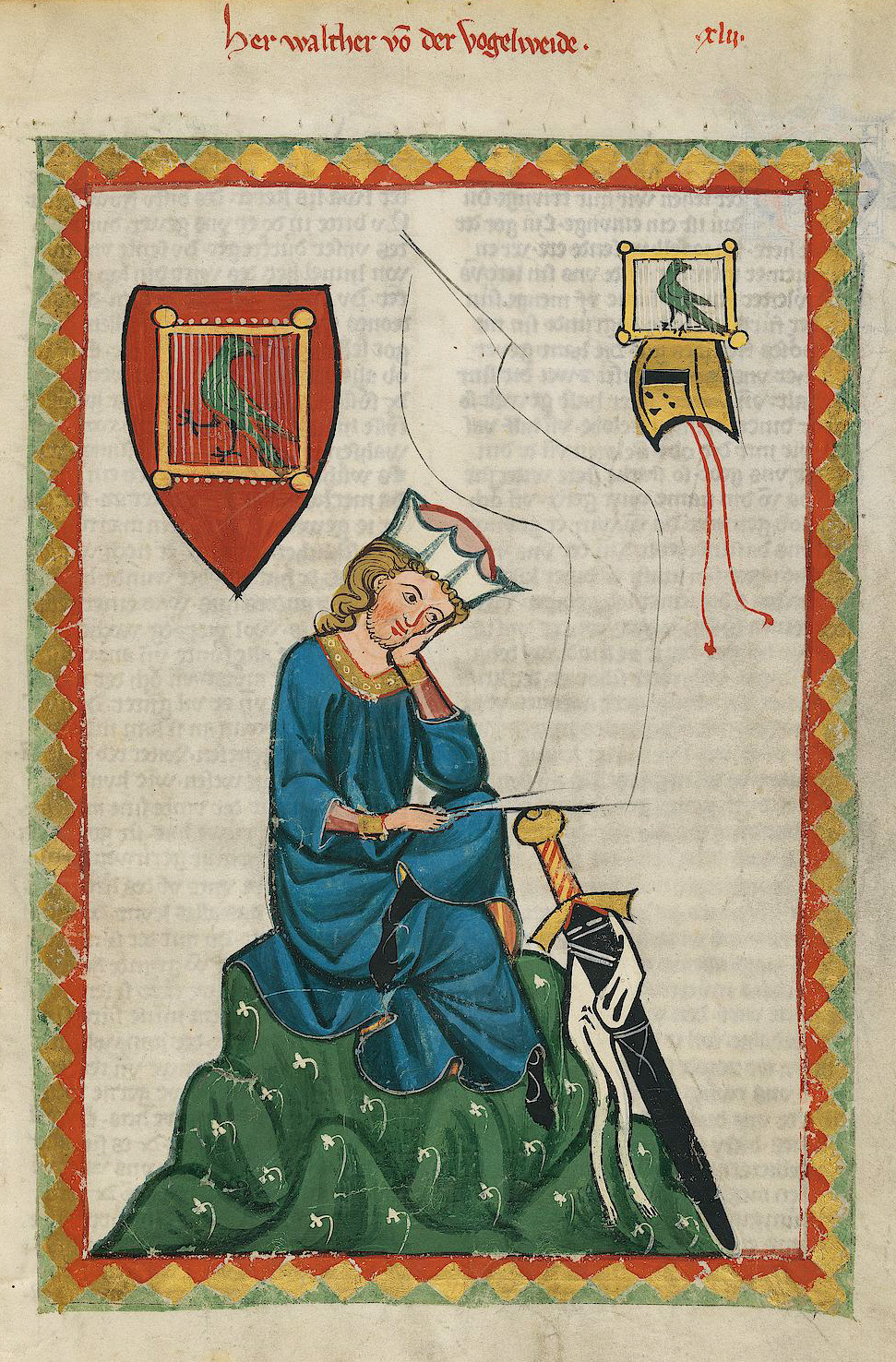
Descripción de Walther von der Vogelweide en el Codex Manesse'

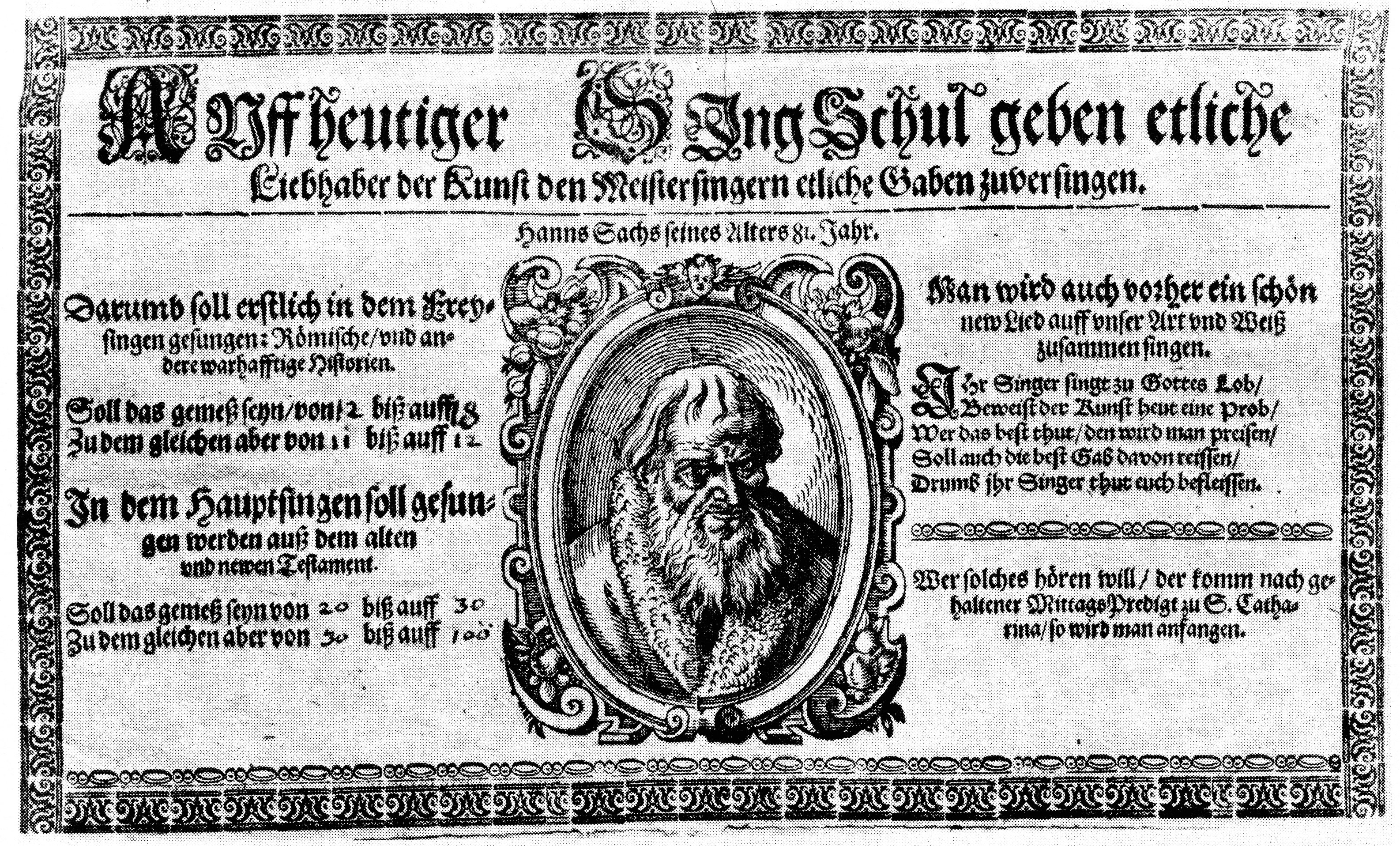
Invitación a una reunión de los Meistersinger con la firma: Vosotros, cantantes, cantáis a la alabanza de Dios / Probad hoy el arte una prueba / Quien lo haga mejor / Será alabado / También arrancará de él la mejor labia / Por eso vosotros, cantantes, diligenciad. En el centro, un retrato de Hans Sachs, aprox. siglo XVI

La tradición del Minnesang caballeresco de la Edad Media constituye la base de la canción artística. Los requisitos para la aparición de los minicantos fueron la visión cristiana del mundo que dominaba en la Edad Media y, por tanto, la capacidad de trasladar lingüísticamente las experiencias naturales a una esfera espiritual y fantástica, así como el concepto de la personalidad individual, que en aquella época sólo podían vivir y representar los miembros de la clase noble. Trovadores (Provenza), los trouvères (norte de Francia) y los juglares (Alemania), así como otros caballeros de toda Europa, componen sus propios textos, sobre todo canciones de amor y poesía de la naturaleza, en honor a las mujeres nobles. También se compusieron e interpretaron canciones político-sociales, canciones de alabanza y de burla, canciones de baile y otras obras.
Los juglares interpretaban sus creaciones en unión personal de compositor y cantante, acompañándose normalmente con el laúd. Otros instrumentos típicos que tocaban otros músicos para el acompañamiento eran la fídula, la gaita o la chirimía; los contenidos de las canciones heroicas y de alabanza también se acompañaban con el arpa.
Además de la poesía interpretada oralmente, también se escribían textos y algunas melodías. Hoy en día, las pruebas más importantes del desarrollo de la canción siguen siendo los manuscritos de canciones, como el Codex Manesse, el Jenaer Liederhandschrift y el Kolmarer Liederhandschrift de los siglos XIV y XV. En Alemania, la forma de bar en tres partes de stollen, stollen y Abgesang se convirtió en una de las formas más extendidas, sobreviviendo como Lied, Leich o Spruch.
Como poetas-cantantes famosos de su época cabe mencionar a Bernart de Ventadorn, Ricardo Corazón de León y Blondel de Nesle, Wolfram von Eschenbach, Walther von der Vogelweide, Heinrich von Meissen y Neidhart von Reuenthal, algunos de los cuales participaron en la Sängerkrieg auf der Wartburg en 1207. El último juglar es Oswald von Wolkenstein, antes de que la vida musical pasara del mundo aristocrático a las clases medias en el siglo XIII.
En las ciudades de este periodo, los burgueses se unieron para formar poderosas confederaciones comunales como la Hanse o desarrollaron un estricto gobierno familiar como los Fuggers y desarrollaron su propio arte y nuevas formas de expresión. Sin embargo, la idea del canto solista fue conservada por la nueva cultura burguesa, y después del Minnesang se desarrolló la forma burguesa del Meistersang.
El canto magistral, después de que los primeros cantantes eran viajeros itinerantes, se organizó en escuelas de canto permanentes, que se establecieron por primera vez en Maguncia. (¿siglo XIV?), Augsburgo (1449) y Núremberg (1450). Se acompañó y codificó con un número cada vez mayor de reglas artísticas, lo que dificultó cada vez más el desarrollo artístico.
Entre los Meistersingers más famosos se encuentra Hans Sachs, de quien se dice que compuso más de 4000 Meisterlieder, incluyendo el Silberweise, que se sitúa entre el Minnesang y el coral luterano.
Desde el siglo XII, la polifonía se desarrolló como una forma de que varias voces interpretaran simultáneamente diferentes melodías. Leoninus y Perotinus crearon composiciones a dos y tres voces en Notre-Dame de París, que sirvieron de modelo para el Ars antiqua y el Ars nova en los siglos XIII y XIV. Así, la canción también se convirtió en polifónica y, por tanto, cambió en su esencia. La voz cantante entró en relación con un entorno musical para encajar en una armonía superior: surgió el movimiento coral. La canción en solitario suele quedar en segundo plano, pero no desaparece del todo.
Guillaume de Machaut, Guillaume Dufay y Josquin des Prez también pertenecen a este periodo en el que la canción desarrolla su polifonía, al igual que John Dunstable, Jacob Arcadelt y otros. Las canciones como piezas solistas se funden en las formas musicales del naciente Barroco, Madrigal, Chanson y Lied son difíciles de separar en cánones, melodías acompañadas instrumentalmente y movimientos polifónicos.

### Barroco
La oposición de la Alemania luterana a las prácticas de la Iglesia Católica resultó en una nueva liturgia, cuyas formas debían ser fáciles de entender por el creyente común. Los poemas usaban el alemán en vez del latín y la música eclesiástica de las nuevas formas litúrgicas se basaba en los principios de la canción popular.
El canto polifónico de la Contrarreforma (Palestrina) fue remplazado por el Kirchenlied o canción eclesiástica, una canción estrófica con rimas en alemán, y con música parecida a la de la época. Los poetas más influyentes fueron Martín Lutero, Paul Gerhardt y Joachim Neander. La técnica de composición fue consolidada por Heinrich Albert, Johann Sebastian Bach, Christian Gottfried Krause  y Carl Philipp Emanuel Bach. La colección Schimellis Gesangbuch o Cancionero de Schimelli con contribuciones de Johann Sebastian Bach es popular en el límite entre colección y creación propia.

### Clasicismo
Al final del Barroco los compositores renuncian al uso del bajo continuo. Con eso, el camino está libre para el piano solo como instrumento de acompañamento. La música debía adaptarse a la forma del poema como acompañamiento. Un ejemplo es la versión de Zelter del poema Es war ein König in Thule del Fausto de Goethe. Para utilizar mejor el potencial del piano, se desarrolla el lied con acompañamiento compuesto individualmente para cada estrofa. Los primeros ejemplos son de Haydn, Mozart y Beethoven :
- Joseph Haydn compuso lieder con instrumentación de cámara. El grupo más popular son los Schottische Lieder (Canciones escocesas) instrumentadas para voz o voces, piano, violín y violonchelo;

- De Wolfgang Amadeus Mozart destacan ejemplos como Das Veilchen, Abendempfindung an Laura y Dans un bois solitaire; uno de los primeros ejemplos de canciones en francés. Cabe destacar que Mozart introduce las características del lied también en las arias de sus óperas tardías, sobre todo La clemenza di Tito y La flauta mágica, donde el ejemplo más popular son las arias de Papageno;

- Ludwig van Beethoven es el creador del ciclo de lieder An die ferne Geliebte de 1816. Se trata de una forma compuesta por una serie de canciones establecidas en un orden fijo, que se relacionan musicalmente entre sí y que siguen un hilo conductor narrativo. Esta obra se centra en la descripción de los sentimientos de un amante separado de su amada, y tuvo una enorme influencia directa sobre el lied romántico. Con esta estructura concebida como agrupación de canciones, la forma breve del lied se convirtió en un medio para presentar ideas más complejas y formas más amplias. Beethoven también compuso una serie de Schottische Lieder o canciones escocesas.

El tipo de lied narrativo, denominado balada se basó en el modelo de Johann Friedrich Reichardt. Los ejemplos más célebres son las baladas Der Zwerg y Erlkönig de Franz Schubert y las obras de Carl Loewe (Erlkönig, Die Uhr, Graf Oluf, etc.).

### Romanticismo

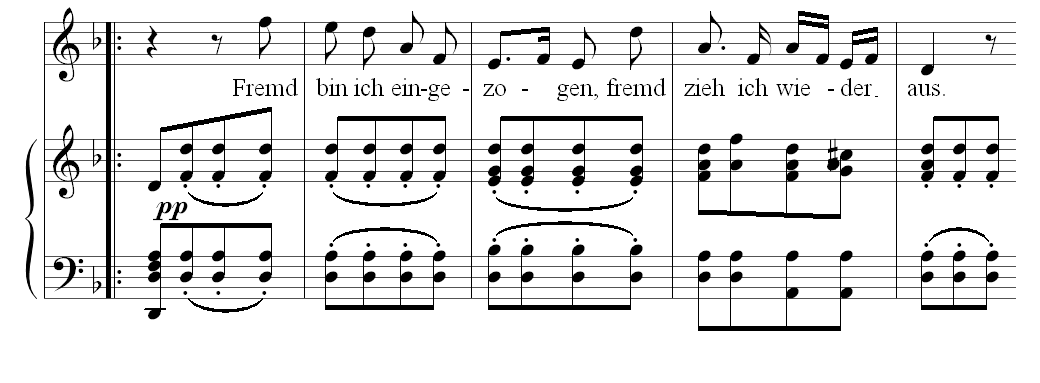
Primera página de Viaje de invierno, de Franz Schubert.

Con Franz Schubert, el lied fue liberado de todas las convenciones de aria de ópera y reducido al núcleo de la forma - el poema, la melodía y la ilustración a través del piano. Schubert escogía textos de Johann Wolfgang von Goethe, Friedrich Schiller y también amigos de sus círculos en Viena, Johann Mayrhofer entre otros. El poeta más importante fue Wilhelm Müller, quien escribió los textos para Die schöne Müllerin (La bella molinera) y Winterreise (Viaje en invierno) y la canción para soprano, piano y clarinete El pastor en la roca. En esos ciclos, Schubert agrupó poemas en un orden que sigue a tramas imaginarias. En ambos casos, se describe el sufrimiento y la muerte de individuos expulsados de la sociedad por un conflicto entre amor y orden social. Sin embargo, Schubert no describió los actos mismos de la trama, sino los sentimientos del protagonista al haber experimentado ciertos actos como destierro, rechazo amoroso, soledad, locura y muerte. Aunque Schubert tendía a tematizar los lados tristes y oscuros de la vida, muchas de sus piezas son consideradas canciones populares hoy en día, como es el caso de "Am Brunnen vor dem Tore" y "Das Heideröslein".
Robert Schumann desarrolló la técnica del ciclo más allá de la trama linear. Algunos ejemplos son el Liederkreis con texto de Joseph von Eichendorff, y los ciclos con poemas de Heinrich Heine (Der arme Peter, Myrthen, Dichterliebe, Liederkreis op. 24). En diferencia a Schubert, la mayoría de los ciclos de Schumann ya no obedece a una lógica de trama linear, sino los poemas son ordenados intuitivamente para crear una "trama intuitiva".
La colección de canciones populares fue la fuente principal de inspiración para los lieder de Johannes Brahms. Su colección Deutsche Volkslieder es el gemelo musical de la colección de cuentos de los hermanos Grimm. En esa obra, el límite entre colección y creación propia es difícil de identificar. Sus propias canciones también fueron fuertemente inspirados por textos y melodías populares, en las cuales Brahms sentía un acceso directo a un mundo de sentimientos básicos y honestos. El ciclo Die schöne Magelone revela también influencias del historismo, la interpretación del pasado alemán en el sentido de la utopía de una sociedad guiada por virtudes del caballero medieval.
Hugo Wolf introduce en el mundo del lied la armonía y la declamación dramática de las óperas de Richard Wagner, especialmente en sus lieder sobre textos de Goethe, Joseph von Eichendorff, Michelangelo, Eduard Mörike y otros poetas, aunque las obras más personales de Wolf son los dos ciclos compuestos sobre textos poéticos de España y de Italia: el Spanisches Liederbuch (Canciones españolas) e Italienisches Liederbuch (Canciones italianas).
Richard Strauss ampliaba el acompañamiento con versiones orquestadas para adaptarlas al uso en la sala de concierto. Ejemplos son Cäecilie, Morgen, Schlechtes Wetter, Ich trage meine Minne, Die Nacht, etc. El ciclo Cuatro últimas canciones de 1948 expone las posibilidades de esa forma de modo ejemplar, haciendo uso también de una orden de ciclo.
En la obra de Gustav Mahler existe una dependencia mutua entre los géneros de la Sinfonía y el lied: algunos lieder se conciben como movimientos de sus sinfonías (como el cuarto movimiento de la Segunda sinfonía, titulado Urlicht) o proporcionan el material temático de un movimiento más amplio (como sucede en el scherzo de la Tercera sinfonía). Por otra parte, de la mayoría de sus lieder existen versiones tanto para voz y orquesta como para voz y piano. Mahler cultiva la forma de ciclo de canciones, a partir de los Lieder eines fahrenden Gesellen, en un estilo que abarca desde la recreación musical de poemas populares alemanes (Des Knaben Wunderhorn) hasta la expresión lírica de emociones más íntimas (Rückert-Lieder, Kindertotenlieder). Das Lied von der Erde (La canción de la tierra) de 1909, una de sus obras más importantes, se presenta como una forma mixta entre el ciclo de canciones y la sinfonía.

### SigloXX
La segunda escuela vienesa (Arnold Schönberg, Alban Berg, Anton von Webern) experimentó los límites de la más posible brevedad de la forma y aplicó el lenguaje dodecafónico. La elección de textos fue fuertemente influenciado por el simbolismo vienés. En las canciones tempranas de Schönberg se puede estudiar el giro estilístico de la composición tonal a la composición dodecafónica. En las composiciones de la segunda escuela vienesa, los compositores prescindían de la cantabilidad para explorar nuevos mundos estéticos.
Hanns Eisler retomó la técnica dodecafónica de su maestro Schönberg y la amalgó con influencias del jazz y del canto de protesta a un lenguaje muy individual. Con el poeta Bertolt Brecht colaboraba un autor congenial. Otros poemas compuestos por Eisler fueron de Friedrich Hölderlin, Goethe, Anakreon, Blaise Pascal, Johannes R. Becher y textos propios. Sus canciones de protesta fueron considerados herramientas de la lucha política. Su ciclo sobre la fuga de la Alemania nazi, en forma y tono de diario, (Hollywood Songbook) es una creación lírica a la altura de los ciclos de Schubert y Schumann.
Compositores actuales de lied son Hans Werner Henze (*1926), Aribert Reimann (*1936) y Wolfgang Rihm (*1952). Sin embargo, el lied está pasando por una crisis, pues las nuevas composiciones ya no cuentan con la simplicidad, brevedad y cantabilidad de las obras románticas.

## Canción ymélodie, ellieden otros idiomas
En Francia destacan las mélodies de Gabriel Fauré, Claude Debussy, Maurice Ravel y Francis Poulenc.
En España las obras de Manuel de Falla, Amadeo Vives, Joaquín Turina, Enrique Granados, Xavier Montsalvatge, Eduard Toldrà y Federico Mompou forman una escuela propia. Allí, las influencias del flamenco y de culturas coloniales forman base para una escuela propia nacional.
En Inglaterra los compositores más influyentes fueron Edward Elgar, Benjamin Britten, Roger Quilter, Peter Warlock, Gerald Finzi y Ralph Vaughan Williams.